# Route nationale 469
Pour les articles homonymes, voir Route 469.
La route nationale 469 ou RN 469 était une route nationale française reliant Chaussin à Montrond. Après les déclassements de 1972, elle est devenue RD 469.

## De Chaussin à Montrond
- Chaussin (km 0)
- Le Deschaux (km 7)
- Mont-sous-Vaudrey (km 16)
- Vaudrey (km 17)
- Molamboz (km 24)
- Mathenay (km 25)
- Arbois (km 32)
- Montrond (km 46)